# MTV Europe Music Awards 2024

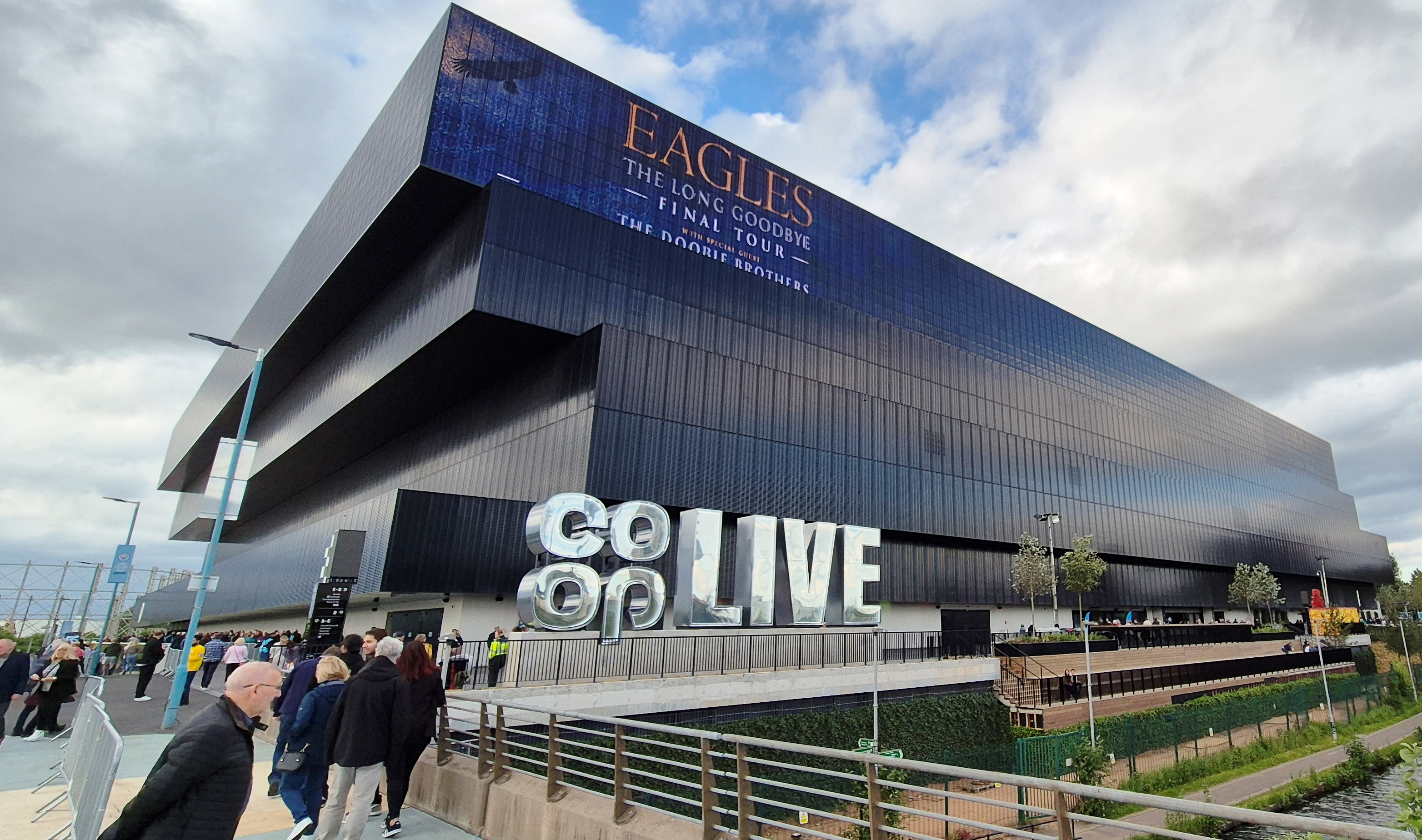
Co-op Live miejsce wydarzenia

MTV Europe Music Awards 2024 – trzydziesta gala wręczenia Europejskich Nagród Muzycznych MTV, która odbyła się 10 listopada 2024 roku w hali widowiskowej Co-op Live, w Manchesterze w Wielkiej Brytanii.
Nominacje zostały oficjalne ogłoszone 8 października 2022 roku za pośrednictwem serwisów społecznościowych oraz oficjalnej strony MTV. Taylor Swift zdobyła siedem nominacji i jest najczęściej nominowaną artystką. Ariana Grande, Billie Eilish, Charli XCX i Sabrina Carpenter otrzymały po pięć nominacji.
W kategorii „Najlepszy Polski Artysta” nominowani zostali Daria Zawiałow, Krzysztof Zalewski, Kwiat Jabłoni, PRO8L3M oraz Kacperczyk
Taylor Swift zdobyła nagrody w czterech kategoriach. Debiutantka Tyla odebrała trzy statuetki. Spośród polskich artystów, nagrodę otrzymała Daria Zawiałow.

## Nagrody i nominacje
Zwycięzcy zostali wymienieni jako pierwsi oraz wyróżnieni pogrubioną czcionką
| Najlepsza piosenka | Najlepszy teledysk |
| --- | --- |
| - Sabrina Carpenter – "Espresso" - Ariana Grande – "We Can’t Be Friends (Wait for Your Love)" - Benson Boone – "Beautiful Things" - Beyoncé – "Texas Hold ’Em" - Billie Eilish – "BIRDS OF A FEATHER" - Chappell Roan – "Good Luck, Babe!"                                      | - Taylor Swift feat. Post Malone – “Fortnight” - Ariana Grande – “We Can’t Be Friends (Wait for Your Love)” - Charli XCX – “360” - Eminem – “Houdini” - Kendrick Lamar – “Not Like Us” - LISA feat. Rosalía – “New Woman” |
| Najlepszy wykonawca | Najlepszy debiut |
| - Taylor Swift - Beyoncé - Billie Eilish - Post Malone - Raye - Sabrina Carpenter | - Benson Boone - Ayra Starr - Chappell Roan - Le Sserafim - Teddy Swims - The Last Dinner Party - Tyla |
| Najlepsza współpraca | Najlepszy artysta muzyki pop |
| - LISA feat. Rosalía – “New Woman” - Charli XCX & Billie Eilish – “Guess” feat. Billie Eilish - Future, Metro Boomin & Kendrick Lamar – “Like That” - Lady Gaga, Bruno Mars – “Die with a Smile” - Peso Pluma, Anitta – “Bellakeo” - Taylor Swift ft. Post Malone – “Fortnight” | - Ariana Grande - Billie Eilish - Camila Cabello - Charli XCX - Dua Lipa - Sabrina Carpenter - Taylor Swift |
| Najlepszy wykonawca hip-hop | Najlepszy wykonawca rock |
| - Eminem - Central Cee - Kendrick Lamar - Megan Thee Stallion - Nicki Minaj - Travis Scott | - Liam Gallagher - Bon Jovi - Coldplay - Green Day - Kings of Leon - Lenny Kravitz - The Killers |
| Najlepszy wykonawca alternatywny | Najlepszy wykonawca muzyki elektronicznej |
| - Imagine Dragons - Fontaines D.C. - Hozier - Lana Del Rey - Twenty One Pilots - Yungblud | - Calvin Harris - David Guetta - Disclosure - DJ Snake - Fred Again - Swedish House Mafia |
| Najlepszy wykonawca R&B | Najlepszy wykonawca K-pop |
| - Tyla - Kehlani - SZA - Tinashe - Usher - Victoria Monét | - Jimin - Jungkook - Le Sserafim - LISA - NewJeans - Stray Kids |
| Najlepsze Afrobeaty | Najlepszy artysta w serii MTV Push |
| - Tyla - Asake - Ayra Starr - Burna Boy - Rema - Tems | - Le Sserafim - Ayra Starr - Chappell Roan - Coco Jones - Flyana Boss - Jessie Murph - Laufey - Mark Ambor - Shaboozey - Teddy Swims - The Warning - Victoria Monét                                                       |
| Najwierniejsi fani | Najlepszy artysta muzyki latynoskiej |
| - LISA - Anitta - Ariana Grande - Beyoncé - Billie Eilish - Chappell Roan - Charli xcx - Katy Perry - Nicki Minaj - Sabrina Carpenter - Shawn Mendes - Taylor Swift | - Peso Pluma - Anitta - Bad Bunny - Karol G - Rauw Alejandro - Shakira |
| Najlepszy występ na żywo | |
| - Taylor Swift - Adele - Coldplay - Doja Cat - Raye - Travis Scott | |